# Vilabertran
Vilabertran település Spanyolországban, Girona tartományban. Vilabertran Figueres, Cabanes és Peralada községekkel határos. Lakosainak száma 984 fő (2024).

## Népesség
A település népessége az elmúlt években az alábbi módon változott:
| Lakosok száma | 330  | 988  | 652  | 778  | 788  | 822  | 882  | 913  | 979  | 984  |
|               | 1717 | 1887 | 1936 | 1960 | 1986 | 2004 | 2009 | 2014 | 2019 | 2024 |